# Hypoedaleus
Hypoedaleus is een geslacht van vogels uit de familie Thamnophilidae (miervogels). Het geslacht telt één soort:
- Hypoedaleus guttatus  –  Vlekrugmierklauwier